# 久松勇二
久松 勇二（ひさまつ ゆうじ、1971年9月18日 - ）は、日本の男性総合格闘家。高知県土佐清水市出身。和術慧舟會TIGER PLACE所属。

## 来歴
中学から柔道を始めた。高校卒業後、接骨治療の修行を行なっていた。和術慧舟會東京本部に選手治療のために出向いていた。
1999年4月、27歳で和術慧舟會東京本部に入門した。
2000年7月23日、28歳でプロデビュー。パンクラスでブライアン・ガサウェイと対戦し、0-2の判定負けを喫した。
2001年1月21日、第2回タイタンファイトで優勝した。
2001年12月16日、Kushima's Fight 1で西良典と対戦し、判定勝ちを収めた。
2002年6月9日、DEEP初出場となったDEEP2001 5th IMPACTのDEEP JAPAN初代ミドル級1DAYトーナメント1回戦で窪田幸生と対戦。久松のローキックがローブローとなり倒れたところに頭部を蹴ってしまい、合計2点の減点。インターバル後に試合が再開されたが、減点分を取り返せずに0-3の判定負けを喫した。
2002年10月13日、DEMOLITIONで中村大介と対戦し、3-0の判定勝ちを収めた。
2002年10月20日、THE BEST Vol.3でデミトリウス・ジョウラコスと対戦し、3-0の判定勝ち。この試合は高瀬大樹の欠場を受けて前戦から1週間後の緊急出場となった。
2003年3月8日、パンクラスで三崎和雄と対戦し、0-0の判定ドロー。5月18日、三崎と再戦し、チョークスリーパーによる一本負けを喫した。
2007年4月1日、大道塾主催「2007北斗旗全日本空道体力別選手権予選・第43回関東地区交流大会」の重量級に出場。2回戦で藤松泰通と対戦し、判定負け。これまで和術慧舟會と大道塾の交流は行なわれていなかったため、久松が初めての参加となった。
2007年6月9日、CAGE FORCE初出場となったCAGE FORCE 03で佐藤豪則と対戦し、0-1の判定ドローとなった。
2007年12月8日、「2007北斗旗全日本空道無差別選手権大会」に出場し、5位入賞。
2008年1月30日、パンクラスでガジエフ・アワウディンと対戦し、右ストレートによるTKO負けを喫した。
2008年10月1日、パンクラス15周年記念興行で佐藤豪則と再戦し、0-3の判定負けを喫した。
2009年10月25日、パンクラスでミドル級暫定王者近藤有己とノンタイトルマッチで対戦し、0-0の判定ドローとなった。
2010年7月4日、ミドル級キング・オブ・パンクラスタイトルマッチで王者の近藤有己と再戦し、またしても0-0の判定ドローとなり王座獲得に失敗した。
2010年11月3日、パンクラス・ミドル級次期挑戦者決定戦で大類宗次朗と対戦し、パウンドによるTKO負けを喫した。

## 戦績
| 総合格闘技 戦績 | 総合格闘技 戦績 | 総合格闘技 戦績 | 総合格闘技 戦績 | 総合格闘技 戦績 | 総合格闘技 戦績 | 総合格闘技 戦績 |
| --------------- | --------------- | --------------- | --------------- | --------------- | --------------- | --------------- |
| 44 試合         | (T)KO           | 一本            | 判定            | その他          | 引き分け        | 無効試合        |
| 16 勝           | 6               | 1               | 9               | 0               | 6               | 0               |
| 22 敗           | 6               | 4               | 12              | 0               | 6               | 0               |

| 勝敗 | 対戦相手                   | 試合結果                            | 大会名                                                                                     | 開催年月日     |
| ○    | KEI山宮                    | 5分2R終了 判定2-0                   | PANCRASE 250                                                                               | 2013年7月28日  |
| ×    | 安西信昌                   | 5分2R終了 判定0-3                   | PANCRASE 247                                                                               | 2013年5月18日  |
| ×    | 一慶                       | 5分2R終了 判定0-3                   | PANCRASE 2012 PROGRESS TOUR                                                                | 2012年6月2日   |
| ×    | 川村亮                     | 5分2R終了 判定0-3                   | PANCRASE 2012 PROGRESS TOUR 【ミドル級キング・オブ・パンクラス決定1DAYトーナメント 1回戦】 | 2012年1月28日  |
| ×    | キム・ウン・ス             | 1R 2:58 KO（右ストレート）          | HEAT 19                                                                                    | 2011年9月25日  |
| ×    | 大類宗次朗                 | 2R 2:19 TKO（パウンド）             | PANCRASE 2010 PASSION TOUR 【ミドル級次期挑戦者決定戦】                                    | 2010年11月3日  |
| △    | 近藤有己                   | 5分3R終了 判定0-0                   | PANCRASE 2010 PASSION TOUR 【ミドル級キング・オブ・パンクラス タイトルマッチ】             | 2010年7月4日   |
| ○    | KEI山宮                    | 5分3R終了 判定2-0                   | PANCRASE 2010 PASSION TOUR                                                                 | 2010年2月7日   |
| △    | 近藤有己                   | 5分3R終了 判定0-0                   | PANCRASE 2009 CHANGING TOUR                                                                | 2009年10月25日 |
| ×    | ディラン・アンドリュース   | 1R 2:33 TKO（パンチ連打）           | FightWorld Cup 2: Return of the Warriors                                                   | 2009年4月18日  |
| ×    | クリストファー・ヘイズマン | 1R 0:18 KO（パンチ連打）            | FightWorld Cup 1: Return of the Hammer                                                     | 2008年11月15日 |
| ×    | 佐藤豪則                   | 5分2R終了 判定0-3                   | PANCRASE 2008 SHINING TOUR                                                                 | 2008年10月1日  |
| ○    | マッティ・メケレ           | 1R 4:52 TKO（サッカーボールキック） | PANCRASE 2008 SHINING TOUR                                                                 | 2008年4月27日  |
| ×    | ガジエフ・アワウディン     | 1R 0:41 TKO（右ストレート）         | PANCRASE 2008 SHINING TOUR                                                                 | 2008年1月30日  |
| △    | 佐藤豪則                   | 5分2R終了 判定0-1                   | CAGE FORCE 03                                                                              | 2007年6月9日   |
| ×    | 金井一朗                   | 5分2R終了 判定0-3                   | PANCRASE 2006 BLOW TOUR                                                                    | 2006年9月16日  |
| △    | 花澤大介13                 | 5分3R終了 判定0-1                   | PANCRASE 2006 BLOW TOUR                                                                    | 2006年6月6日   |
| ○    | 渡辺大介                   | 5分3R終了 判定3-0                   | PANCRASE 2006 BLOW TOUR                                                                    | 2006年4月9日   |
| ×    | ダニー・ヒギンス           | 1R 3:03 腕ひしぎ十字固め            | Spartan Reality Fight 14                                                                   | 2005年10月7日  |
| △    | 中西裕一                   | 5分2R終了 判定0-1                   | PANCRASE 2005 SPIRAL TOUR                                                                  | 2005年8月27日  |
| ○    | サム・ネスト               | 3R 1:40 TKO（カット）               | Spartan Reality Fight 13                                                                   | 2005年4月1日   |
| ×    | 竹内出                     | 5分3R終了 判定0-3                   | PANCRASE 2005 SPIRAL TOUR                                                                  | 2005年2月4日   |
| ○    | 佐藤光留                   | 5分2R終了 判定3-0                   | PANCRASE 2004 BRAVE TOUR                                                                   | 2004年11月26日 |
| ×    | 佐藤隆平                   | 1R 1:33 三角絞め                    | DEMOLITION                                                                                 | 2004年9月19日  |
| ×    | デニス・コムキン           | 1R 0:16 TKO（パンチ連打）           | M-1 MFC: Russia vs. The World 7                                                            | 2003年12月5日  |
| ×    | ネイサン・マーコート       | 5分2R終了 判定0-3                   | PANCRASE 2003 HYBRID TOUR                                                                  | 2003年10月4日  |
| ○    | 長谷川秀彦                 | 2R 2:08 KO（ハイキック）            | DEMOLITION                                                                                 | 2003年9月23日  |
| ×    | 長南亮                     | 5分3R終了 判定0-2                   | DEEP 11th IMPACT in OSAKA                                                                  | 2003年7月13日  |
| ×    | 三崎和雄                   | 3R 2:34 チョークスリーパー          | PANCRASE 2003 HYBRID TOUR                                                                  | 2003年5月18日  |
| △    | 三崎和雄                   | 5分2R終了 判定0-0                   | PANCRASE 2003 HYBRID TOUR                                                                  | 2003年3月8日   |
| ○    | ガリ・スロソ               | 1R 1:45 チョークスリーパー          | TPI Fighting Championship 11                                                               | 2003年1月31日  |
| ○    | デミトリウス・ジョウラコス | 5分2R終了 判定3-0                   | THE BEST Vol.3                                                                             | 2002年10月20日 |
| ○    | 中村大介                   | 5分2R終了 判定3-0                   | DEMOLITION                                                                                 | 2002年10月13日 |
| ○    | 佐藤光芳                   | 5分2R終了 判定3-0                   | DEMOLITION                                                                                 | 2002年9月8日   |
| ×    | 窪田幸生                   | 5分2R終了 判定0-3                   | DEEP2001 5th IMPACT in DIFFER ARIAKE 【ミドル級1DAYトーナメント 1回戦】                    | 2002年6月9日   |
| ○    | 鶴巻伸洋                   | 5分2R終了 判定40-35                 | ORG the 2nd                                                                                | 2002年5月12日  |
| ×    | 渋谷修身                   | 2R 0:46 ヒールホールド              | PANCRASE 2002 SPIRIT TOUR                                                                  | 2002年1月27日  |
| ○    | 西良典                     | 5分2R終了 判定                      | Kushima's Fight 1                                                                          | 2001年12月16日 |
| ×    | 窪田幸生                   | 5分3R終了 判定0-3                   | PANCRASE 2001 PROOF TOUR                                                                   | 2001年6月26日  |
| ○    | 折橋謙                     | 1R 0:25 ドロップアウト              | 第2回タイタンファイト 【決勝】                                                             | 2001年1月21日  |
| ○    | 所英男                     | 1R 0:56 ドロップアウト              | 第2回タイタンファイト 【3回戦】                                                            | 2001年1月21日  |
| ○    | 宇田亨                     | 1R 1:06 TKO（パウンド）             | 第2回タイタンファイト 【2回戦】                                                            | 2001年1月21日  |
| ×    | 石井大輔                   | 10分1R終了 判定0-3                  | PANCRASE 2000 TRANS TOUR                                                                   | 2000年10月31日 |
| ×    | ブライアン・ガサウェイ     | 10分1R+延長3分1R終了 判定0-3        | PANCRASE 2000 TRANS TOUR 【ライトヘビー級ランキングトーナメント 1回戦】                    | 2000年7月23日  |

## 獲得タイトル
- 東日本アマチュア修斗選手権 ライトヘビー級 優勝（1999年）
- 第2回タイタンファイト 優勝（2001年）